# خونریزی مغزی
خونریزی مغزی(به انگلیسی: Intracranial hemorrhage) نوعی خونریزی داخلی درون فضای جمجمه است که به دلیل پاره شدن عروق مغزی بر اثر ضربه به سر، فشارخون بالا، آنوریسم عروقی و دلایل دیگر رخ می‌دهد. خونریزی مغزی دارای تفاوت‌هایی با سکته مغزی است.

## انواع خونریزی مغزی
خونریزی مغزی با توجه به موقعیت خون‌ریزی نسبت به پرده‌های مغزی می‌تواند به انواع مختلف تقسیم شود:
- اپی‌دورال
- ساب‌دورال
- ساب‌آراکنوئید
- داخل مغزی

خونریزی می‌تواند حاد یا مزمن (مانند خون‌ریزی ساب‌آراکنوئید) باشد. تشخیص قطعی اغلب با سی‌تی‌اسکن یا MRI ممکن می‌گردد و در صورت تأیید تشخیص، درمان فوری (در جهت کاهش فشار داخل‌مغزی، قطع خون‌ریزی و رفع ادم مغزی) ضروری است.
در خونریزی مزمن واین نوع هماتوم بروز علائم ممکن است هفته‌ها و حتی ماه‌ها طول بکشد و فرد حتی ممکن است صدمه دیدن سر خود را به خاطر نیاورد.
عوارض این حالت خفیف‌تر از سکته مغزی است به صورتی که آسیب شدیدی مثل فلجی را کمتر به دنبال دارد. این بیماران باید پس از کنترل، با توجه به شدت علائم، با داروهای ضد تشنج مثل فنی توئین (به‌طور سنتی) و لوبل تحت نظر باشند.
گاهی این بیماران نیازمند به توانبخشی نیز هستند.

## علائم و نشانه‌ها
خونریزی داخل جمجمه یک فوریت پزشکی جدی است زیرا تجمع خون در جمجمه می‌تواند منجر به افزایش فشار داخل آن و متعاقباً آسیب به بافت ظریف مغز یا خونرسانی آن شود، همچنین افزایش شدید فشار داخل جمجمه (ICP) می‌تواند باعث فتق مغز شود.

## علل
خونریزی داخل جمجمه زمانی اتفاق می‌افتد که رگ خونی داخل جمجمه پاره شود یا نشت کند، که ممکن است ناشی از ضربه فیزیکی (همان‌طور که در آسیب سر رخ می‌دهد) یا دلایل غیرترومایی (مانند سکته مغزی خونریزی دهنده) مانند پارگی آنوریسم باشد. درمان‌های ضد انعقاد و همچنین اختلالات انعقاد خون می‌تواند خطر وقوع خونریزی داخل جمجمه را افزایش دهد.
بیش از نیمی از موارد خونریزی داخل جمجمه در نتیجه فشار خون بالا است.